# 托可亞
托可亞（英語：Toccoa）是一個位於美國喬治亞州斯蒂芬斯縣的城市。根據2010年美國人口普查，該地共人口8491人，而該地的面積約為21.60平方千米。同時該地也是斯蒂芬斯縣的縣治。

## 地理
托可亞的座標為34°34′29″N 83°19′12″W / 34.57472°N 83.32000°W，而該地的平均海拔高度為303米（即994英尺）。